# Gnophos unicolorata
Gnophos unicolorata är en fjärilsart som beskrevs av Nitsche. Gnophos unicolorata ingår i släktet Gnophos och familjen mätare. Inga underarter finns listade i Catalogue of Life.